# Бассано-дель-Граппа
Басса́но-дель-Гра́ппа (итал. Bassano del Grappa, вен. Basan [baˈsaŋ]) — коммуна в Италии, располагается в долине Брента, в провинции Виченца области Венето.
Население составляет 40 411 человек, плотность населения — 879 чел./км². Занимает площадь 46 км². Почтовый индекс — 36061. Телефонный код — 0424.
Покровителем населённого пункта считается Вассиан из Лоди. Праздник ежегодно отмечается 19 января.

## Города-побратимы
- Мюлаккер, Германия
- Вуарон, Франция